# Wieża wodna przy ul. Korczaka w Katowicach
Wieża wodna przy ul. Janusza Korczaka w Katowicach – wieża ciśnień, zlokalizowana przy ul. Janusza Korczaka, pomiędzy Burowcem a Borkami w Katowicach.
Wieża wodna została wzniesiona w stylu secesji i modernizmu w latach 1911–1912 według projektu Jerzego i Emila Zillmannów z 1907 roku, na terenie ówczesnej gminy Roździeń, przy drodze do Borek. Wieżę wzniesiono dla rozbudowujących się zakładów cynkowych Georg von Giesches Erben. Budowla ma 68 metrów wysokości. W 1919 roku wieża posiadała dwa teleskopy, obejmujące widnokrąg o średnicy 40 km. W latach międzywojennych obok wieży istniała kopalnia „Polska” (od 1937 pod nazwą „Dąbrówka Śląska”). W latach 60. XX wieku w obiekcie, należącym wtedy do Zakładu Metali Kolorowych Szopienice, zaczęto produkować śrut strzelniczy z ołowiu. 
Obiekt wpisano wraz z działką nr 1246/31 (obecnie działki nr 1611/31 i 1612/31, obr. Roździeń) do rejestru zabytków 29 października 1990 roku (nr rej.: A/1418/90, A/894/2021).
Wieża powstała na terenie dawnej gminy Roździeń, przy drodze prowadzącej na północ – do kolonii Borki (także będącej częścią tej gminy). Obecnie jest to teren dzielnicy Szopienice-Burowiec w Katowicach.

## Galeria

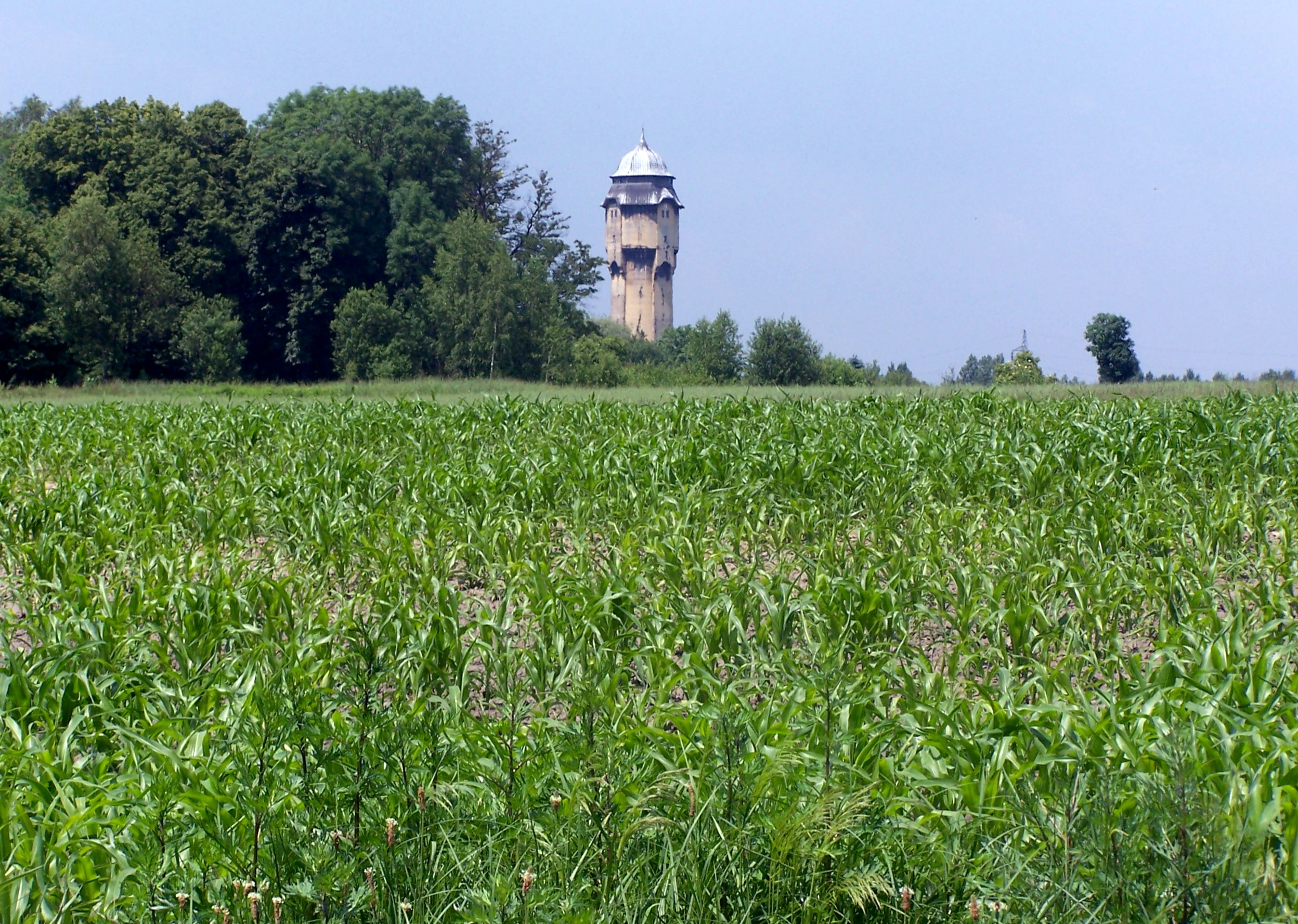
Secesyjna wieża wodna przy ul. Janusza Korczaka
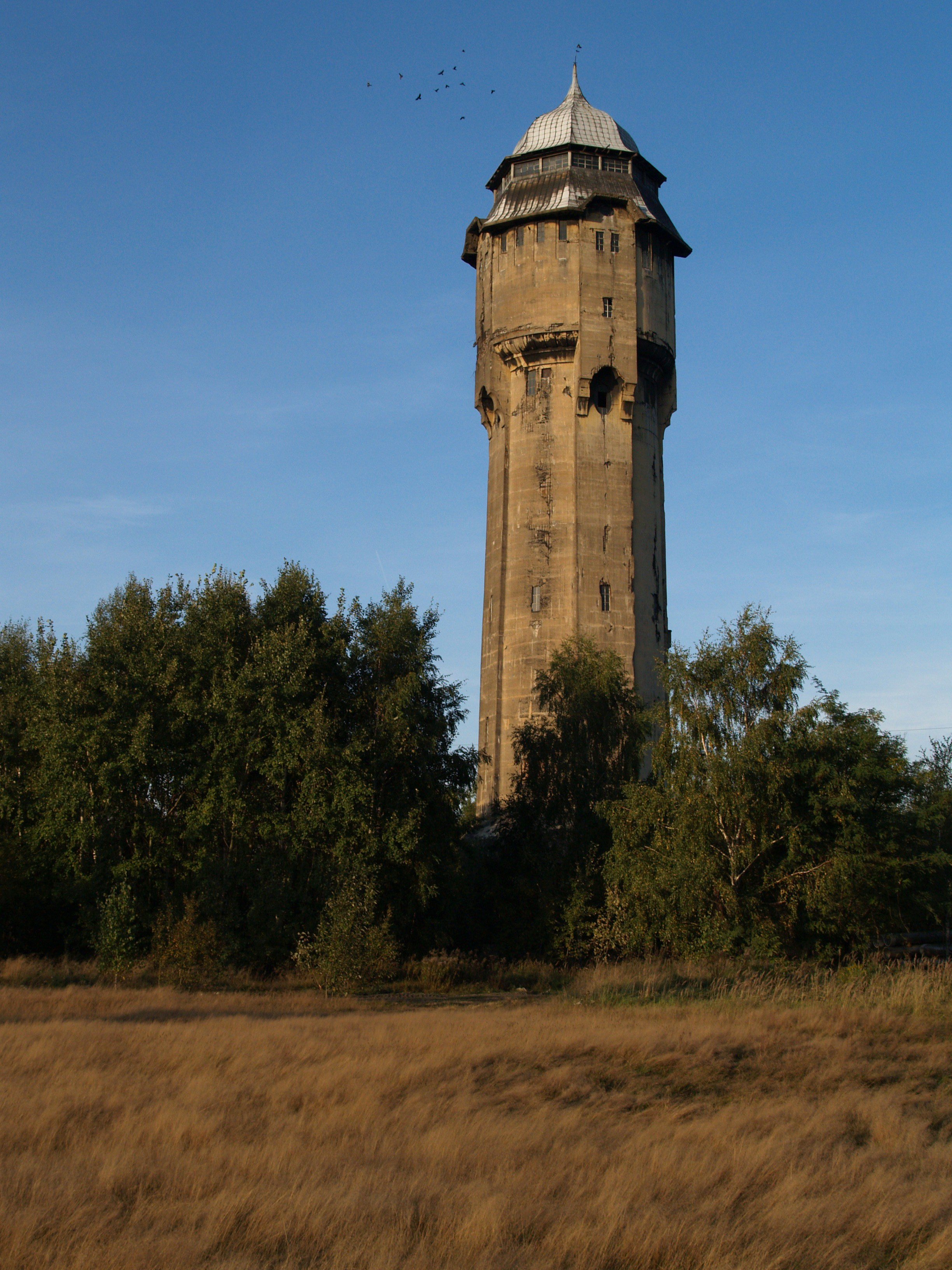
Widok od strony południowej
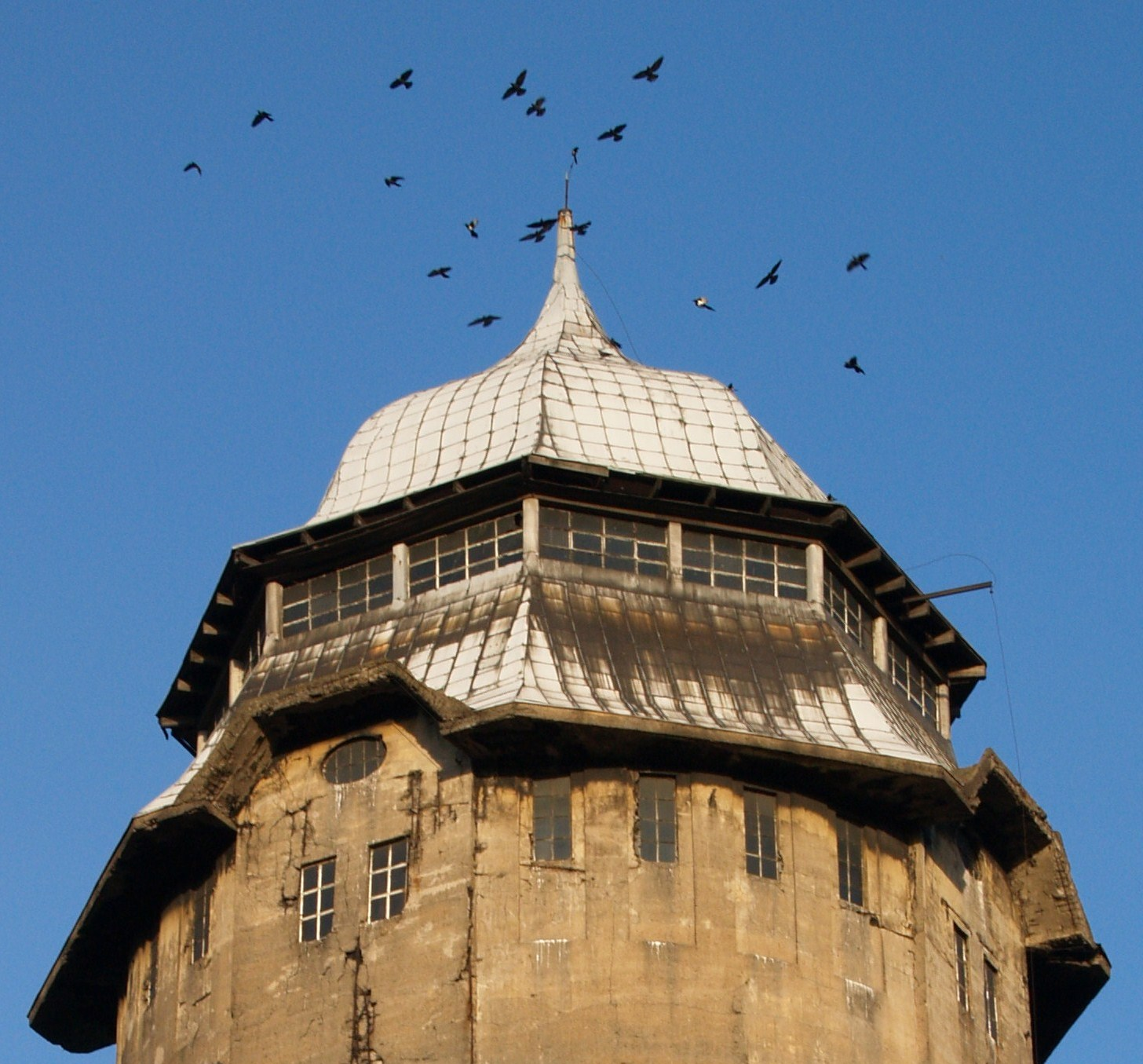
Zwieńczenie wieży w stylu pruskiej "pikielhauby"
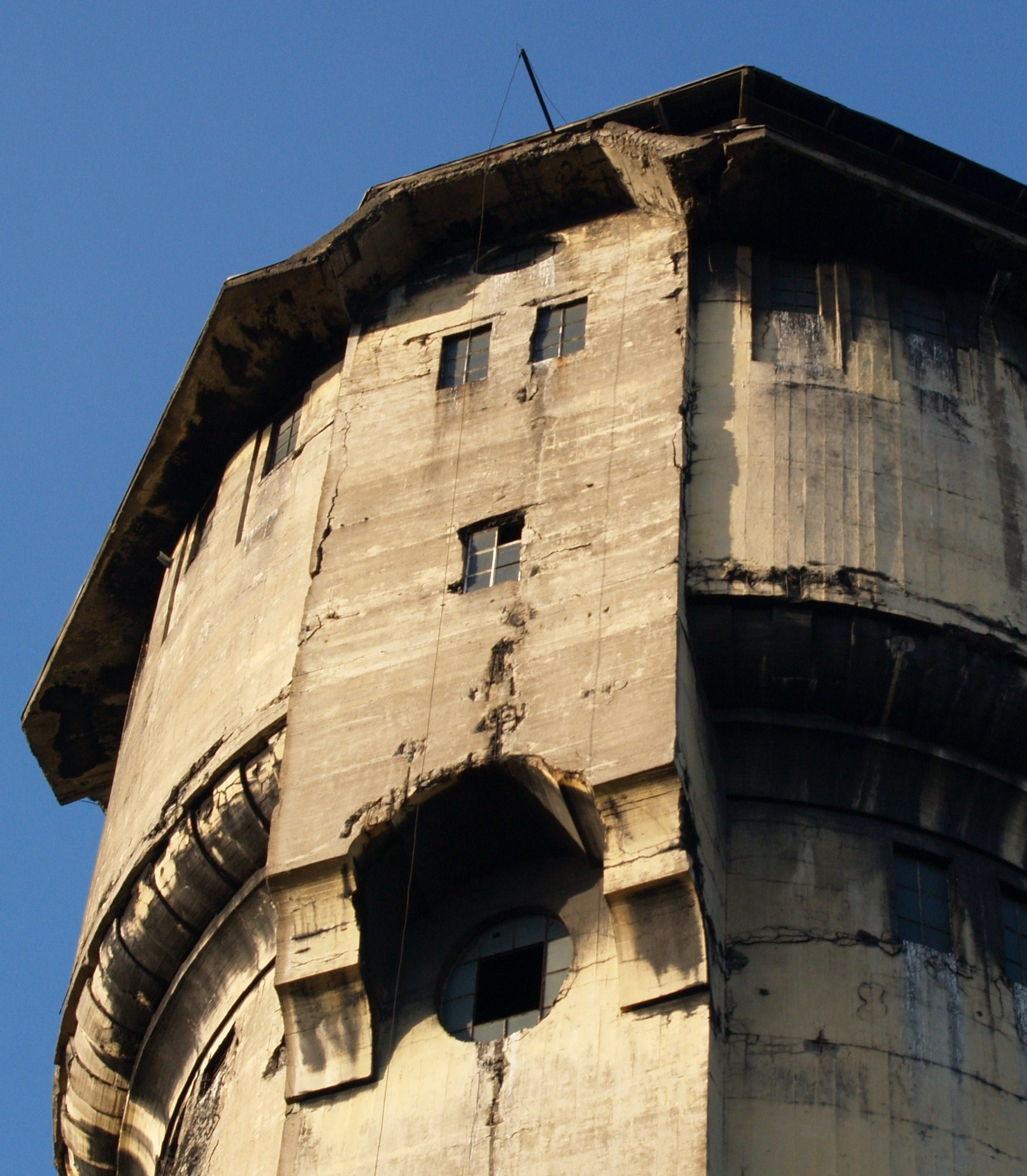
Szczyt wieży